# Jean-Marie Pylyser
Jean-Marie Pylyser (Oostduinkerke, 12 maart 1932 – Westende, 18 augustus 2023) was een Belgisch onderzoeksjournalist en schrijver.

## Levensloop
Pylyser heeft een carrière doorlopen als journalist. Hij begon in 1955 als freelancer, gaf vervolgens het weekblad De Gids van de Westhoek uit, die na enkele jaren fuseerde met De Zeewacht. Hij werd vervolgens redacteur van Het Laatste Nieuws voor de kuststreek. 
Als kustredacteur bracht hij verslag uit over het reilen en zeilen in de Belgische kustgemeenten. Hij heeft ook onderzoeksjournalistiek bedreven. Hij was ook voorzitter van de Oostendse Persclub.
In 1992 ging hij met pensioen. Eens op pensioen richtte hij in Middelkerke de vennootschap JMP-Trends op.
Hij woonde in Leffinge.
Pylyser schreef een uitgebreide geschiedenis over de vele aspecten van het dagelijkse leven in oorlogstijd aan de Belgische kust, onder meer op basis van talrijke interviews die hij afnam van bewoners die het hadden beleefd.
Het tweede onderwerp waarin hij zich vastbeet was de Zaak Irma Laplasse, waar hij de tegenovergestelde zienswijzen verdedigde dan die voorgehouden door Louis De Lentdecker, Karel Van Isacker en anderen. 

## Publicaties
- Jan Piers: 1920-1990, met een voorwoord door Julien Goekint, (fotoalbum), Oostende, Oostendse Persclub, 1990, 369 p.

De kustbewoners tijdens de Tweede Wereldoorlog:
- Kustvolk in de vuurlijn. Deel I, De vluchtschans (1939-1940), Oostende, 1995.
- Kustvolk in de vuurlijn. Deel II, Het spergebied (1940-1942), Oostende, 1998.
- Kustvolk in de vuurlijn. Deel III, De Atlantik Wall (1942-1944), Oostende, 2003.

De Zaak Irma Laplasse:
- Executie zonder vonnis. De zaak Laplasse, 1995.
- Arrest na executie. De ontmaskering van een politieke intrige, 1996.
- Verzwegen schuld. Het 'drama' Irma Laplasse, 2009. De Stichting Geheim Leger verleende zijn jaarlijkse prijs voor beste historisch werk in 2009 aan dit boek.